# Павлович, Георгий Витольдович
Павлович Георгий (Юрий) Витольдович (1906, Одесса, Российская империя — 1949, Латвийская ССР) — советский театральный художник-декоратор. 
Сценография отличалась образностью и метафоричностью; создавал декорации в стиле конструктивизма. Автор сценического оформления ряда спектаклей, среди которых «Мещанин во дворянстве» (1925), «Фауст» (1926), «Фея горького миндаля» (1927), «Композитор Нейль» (1927), «Разлом» (1929), «Кармелюк» (1929), «В плену у яблонь» (1931) и др.

## Биография
Родился в 1906 году в Одессе. В 20-х годах закончил Одесский художественный институт. Работал художником в Одесской укргосдраме, Одесском театре оперы и балета, а также в Днепропетровском и Харьковском оперных театрах.
С 1935 по 1944 годы жил в Москве, работал в различных московских театрах, в том числе в Московском театре для детей под руководством Наталии Сац, а также на Мосфильме.
Во время Великой Отечественной войны Георгий Витольдович был главным художником всех фронтовых театров.
В 1945 году переезжает в Ригу, где работает художником-декоратором в Театре русской драмы, а также главным художником Русского драматического театра в Даугавпилсе.
Из-за тяжёлого комплексного заболевания умер в 1949 году.
Был женат на Марии Семёновне Штерниной, в браке с которой родились две дочери — Елена и Надежда.

## Деятельность
Георгий Витольдович сотрудничал в разные годы со многими известными режиссёрами, среди которых Яков Гречнев, Эмиль-Ольгерд Юнгвальд-Хилькевич, Гнат Юра и др.
Работая над спектаклем «Разлом», премьера которого состоялась 7 ноября 1929 года в Одесском театре оперы и балета, Гречнев и Павлович добивались создания напряженно-драматического настроения. Так, перед Павловичем стояла задача помочь режиссёру в создании соответствующего внешнего решения, суметь подчеркнуть драматический настрой действия. Художник сумел построить деревянно-железную конструкцию, которая имела оригинальную форму и достаточно достоверно воспроизводила боевой крейсер с пушками, мостиками, лестницами, мачтами и т.д. А в широкую палубу были вмонтированы точные копии отдельных деталей знаменитого крейсера.
Во время постановки «Кармелюка», перед режиссёром Юнгвальд-Хилькевичем и Георгием Витольдовичем стояла иная задача: в духе социологизаторства не столько передать образ главного героя (предводителя крестьянского движения Устима Кармелюка), сколько показать контраст между панами и их защитниками, и изобразить все это в гротескной форме.